# Andesbjergene
Andesbjergene er en stor bjergkæde, som danner et uafbrudt højlandsområde langs Sydamerikas vestkyst (mod Stillehavet). Bjergkæden er omkring 7.000 km lang, op til 160 km bred og har en gennemsnitshøjde på omkring 4.000 meter. Det højeste bjerg i Andesbjergene er Aconcagua, der ligger i Argentina.
Det er primært foldebjerge og vulkaner, der udgør kæden. I den nordligste del er der en ørken. Klipperne består mest af granit og gnejs.
Omkring disse bjerge er coca vidt anvendt som afgrøde. Bladene fra planten bruges til tygning, infusioner, samt rituelt af lokalbefolkningen, men forbydes i stigende grad, da det også er fra disse blade man udvinder kokain.

## Eksterne links
- Wikimedia Commons har flere filer relateret til Andesbjergene

| Bjerg | Spire Denne artikel om et bjerg eller en bjergkæde er en spire som bør udbygges. Du er velkommen til at hjælpe Wikipedia ved at udvide den. |

21°49′34″S 66°41′53″V / 21.826°S 66.698°V